# Ginette Michaud (psychanalyste)
Pour les articles homonymes, voir Michaud et Ginette Michaud.
Ginette Michaud, née le 25 décembre 1932 à Paris (XIVe arrondissement), est une psychiatre et psychanalyste française. Elle s'intéresse à la psychose et fait partie du mouvement de psychothérapie institutionnelle fondé par François Tosquelles et Jean Oury.

## Biographie

### Parcours professionnel
Ginette Michaud fait des études de médecine et un internat de psychiatrie. En 1950, elle fait une maîtrise et un DES de psychologie à la Sorbonne, puis obtient un diplôme de philosophie. Proche de Lucien Sebag et de Félix Guattari, elle commence en 1955 son travail à la clinique de La Borde avec Jean Oury. Elle a également travaillé avec François Tosquelles et participé à la mise en place du Groupe de travail de psychothérapie et de sociothérapie institutionnelles (GTPSI). Elle devient psychiatre en 1969, puis réalise un cursus d'enseignante-chercheuse qui la conduit à devenir professeur de psychopathologie et psychanalyse à l'université Paris Diderot. Elle assure également des enseignements de psychiatrie à la faculté de médecine Broussais-Salpêtrière et est membre fondateur d’Euro-psy,.

### Formation psychanalytique
Analysante de Jacques Lacan de 1957 à 1971 puis de Joyce McDougall de 1971 à 1975. Elle a suivi des contrôles avec Irène Perrier-Roublef, Gisela Pankow, Salomon Resnik, Herbert Rosenfeld et Jacques Lacan. Elle a participé aux séminaires de Jean Oury, Salomon Resnik, Gisela Pankow et elle a participé aux séminaires de Françoise Dolto à l'hôpital Trousseau. Elle a appartenu successivement à différentes sociétés lacaniennes ou post-lacaniennes, l’École freudienne de Paris, le Centre de formation et de recherches psychanalytiques (CFRP) puis Espace analytique.

### Apport clinique
Sur le plan clinique, elle a commencé sa formation clinique à L'IMP d'Herbaut  dans le Loir-et-Cher où elle travaille avec des enfants autistes et psychotiques, qu'elle prend en charge, individuelle et institutionnelle, selon les méthodes de Fernand Oury. Elle continue à travailler avec les enfants dans le service d'Horace Torrubia à PréMontré. Dès son arrivée à la clinique de La Borde, elle a été confrontée à des patients psychotiques, depuis les grands malades chroniques jusqu'à de jeunes adolescents dont la psychose n'était pas confirmée. En travaillant auprès de Felix Guattari, elle lui propose le terme de « transversalité », terme que celui-là va développer progressivement.
À partir du cas d'Harriet qui maniait de façon complexe le transfert à travers les matériaux qu'elle sculptait, Ginette Michaud s'interrogea sur la place psychique de ces matériaux, et elle s'intéresse aux sujets qui utilisaient des matériaux solides pour exprimer leurs mouvements psychiques (bois, fer, pierre) elle introduit la notion des « paraphrènes » constructeurs,.

## Publications

### Ouvrages
- La Borde, un pari nécessaire, Gauthier-Villars, coll. « Interférences », 1977
- Écoles buissonnières, Gauthier-Villars, coll. « Interférences », 1978[9]
- Figures du Réel. Clinique psychanalytique des psychoses, Préface de Jean Oury, Collection L'Espace analytique, Denoël, 1999, recension de Françoise Savelli, Le Carnet Psy, N° 50, p. 23-24, [lire en ligne]
- Essai sur la schizophrénie et le traitement des psychoses, t.  1 L'impossible réalité, Toulouse, Éditions Érès, coll. « La clinique du transfert », 2005, 286 p. (ISBN 9782749203638), DOI : 10.3917/eres.micha.2005.01. [lire en ligne]
- De Sophocle à Proust, de Nerval à Boulgakov : essai de psychanalyse lacanienne, préface de Pierre Piret, coll. Psychanalyse et écriture, 240 p., Éditions Érès, Toulouse, 2008 •  (ISBN 978-2-74920-960-9)
- Harriet et la pierre de folie,  préface de Catherine Vanier,  160 p, Éditions Érès, Toulouse, 2024 •  (ISBN 978-2-74928-160-5)